# Lőrinczy Judit
Lőrinczy Judit (Szolnok, 1982. december 12.–) Zsoldos Péter-díj-as magyar író, kritikus és festő. 2005 óta publikál írásokat különböző magazinokban, és tagja az SFmag.hu és az LFG.hu oldalaknak. Jelenleg Pécsett él; jogászként dolgozik.
Első regénye, az Ingókövek 2013-ban jelent meg az Ad Astra kiadó gondozásában.

## Pályája
Az általános iskolát és középiskolát szülővárosában végezte el. Tanulmányait a Szegedi Tudományegyetem jogi szakán folytatta. Novelláit 2005 óta publikálja antológiákban és weboldalakon. Első regényével, a mágikus realista Ingókövekkel 2013-ban debütált, az ünnepi könyvhétre.
2023. április 20-án az Ellenpont fesztiválon Az utolsó tanú című regényéért Zsoldos Péter-díjat kapott. 

## Bibliográfia
- A legszebb szavak, Öntudat, Az emlékezet állandósága (novellák), 2005. július, Preyer Hugo II. díj
- Alkony (vers), A szavak útja (novella), 2005. október, Kaleidoszkóp Díj, próza kategória, Kaleidoszkóp Versfesztivál, Miskolc, in: Firka a falra
- Szentjánosbogarak (novella; Jud Lorin néven), 2005. november 14., Lélektánc Fantasy Antológia, Cherubion Kiadó
- Öntudat, Az emlékezet állandósága (novellák), 2005. november, Új Galaxis 7.
- Történelem óra (novella), 2006. február, Új Galaxis 8.
- Fehér felhőn fekete holló (novella), 2006. május, Delta Vision Kiadó, „77” novellapályázat és kötet
- Ember a tömegből (novella), 2009. január, Avana Arcképcsarnok 2009/1. (PDF), „Különlegesek – fogyatékkal élők” pályázat
- Kiti-Kiti haragja; A gyűjtögető (egyperces novellák), Avana Arcképcsarnok 2009/2. (PDF), „Serpenyőben” pályázat
- Tiszteletkör (novella), 2009. május 11., Rpg.hu
- Negyvenhárom másodperc, öt perces színmű ősbemutató, 2009. július 25., Hungarocon, Salgótarján
- Noé bárkái (egyperces novella), 2009. augusztus 2., Sci-fi.hu
- A gyűjtögető sci-fi iPhone "novelláskötet", 2009. szeptember, Bookmania.eu (A gyűjtögető, Ember a tömegből, Kiti-Kiti haragja, Noé bárkái, Tiszteletkör)
- Forty-three seconds (Negyvenhárom másodperc) öt perces színmű angol ősbemutatója, 2009. november 17., London, Royal Academy of Dramatic Art, Writebites (Eyebrow Productions)
- A Bach-gép (kisregény – vagy inkább elbeszélés), 2010. március, Avana Arcképcsarnok 2010/1. (PDF, részlet a kiadványból)
- A tűz középpontjában (novella), 2010. május, Avana Arcképcsarnok 2010/2. (PDF, részlet a kiadványból)
- A gyűjtögető  (novella), 2010. október 29., Rpg.hu
- Két kicsi én (novella), 2010. november, Új Galaxis 17.
- A szeretet egyenletei (novella), 2011. március, Galaktika 252., SFmag.hu, 2012. szeptember 20.
- Forty-three seconds (English; five minute play), 2011. május 31., SFmag.hu
- A magány sárga sivataga (egyperces novella), 2011. június, Galaktika 255.
- Engedd a kondort (novella), 2011. október, Új Galaxis 18., Aranymosás Irodalmi Magazin, 2012. május 15.
- The Colors of Creation (novella), 2012. június 1., International Speculative Fiction (angol nyelven), később a 2012. évi, ingyenesen letölthető, angol nyelvű antológiában is helyet kapott
- Az utolsó (novella), 2013. január 2., SFmag.hu
- Ragadozók és emberek (novella), 2013. május, Galaktika 278.
- Ingókövek. Sztálingrád másik csatája; Ad Astra, Bp., 2013
- Elveszett Gondvána; GABO, Bp., 2018
- Az utolsó tanú; GABO, Bp., 2022